# Euphausia hanseni
Euphausia hanseni är en kräftdjursart som beskrevs av John Todd Zimmer 1915. Euphausia hanseni ingår i släktet Euphausia och familjen lysräkor. Inga underarter finns listade i Catalogue of Life.